# Volker Dietzel
Volker Dietzel (* 9. November 1955 in Halle (Saale)) ist ein deutscher Autor und Regisseur.

## Leben
1991 gründete er die aus Studenten bestehende freie Kabarettgruppe staatstheater arbeitslos, die seit 1995 Theater Apron heißt. Dort ist Dietzel als Regisseur tätig. Darüber hinaus arbeitet er als Autor von Hörspielen und Romanen. Weitere Publikationen von Prosawerken und Lyrik sind in Zeitschriften bzw. Anthologien zu finden. Des Hebräischen und Jiddischen mächtig, ist er nebenbei als Übersetzer tätig.
Kritische Stimmen bemängeln Dietzels unzureichende Auseinandersetzung mit seiner Tätigkeit als informeller Mitarbeiter für das Ministerium für Staatssicherheit zu Zeiten der DDR. Er selbst erklärte dazu 2010 gegenüber einer Lokalzeitung: „Es ist über 20 Jahre her und ich habe Buße getan.“ Seine Haltung äußert sich in Statements wie: „Das mit dem Geheimdienst war alles hochinteressant, aber im Großen und Ganzen nicht so toll. Für keine der Seiten. Da ist natürlich einerseits Scham, andererseits sage ich aber schon mal, wenn irgendwelche Leute glauben ihr Mütchen an mir kühlen zu müssen: 'Das war die schönste Zeit meines Lebens.' Und da ist ja auch etwas dran.“
Halle AnderS, 6(1995)8, S. 23

## Publikationen
- Mit Manfred Jendryschik als Hrsg.: Vom Wasser haben wir's gelernt, Mitteldeutscher Verlag, Halle (Saale) 1987
- Teilautor, Redaktion und Zusammenstellung: 300 Jahre Juden in Halle: Leben, Leistung, Leiden, Lohn, Mitteldeutscher Verlag, Halle (Saale) 1992
- Mit Ljudmila Duwidowitsch als Hrsg.: Russisch-jüdisches Roulette. Jüdische Emigranten erzählen ihr Leben, Amman, Zürich 1993
- Die Herodes Apokalypse, Novelle, Eckermann Verlag, Weimar 1998
- Als Hrsg.: Die ganze Welt steht auf der spitzen Zunge. Jüdische Sprichwörter, Fourier, Wiesbaden 2002
- Der Brief, in dem Novalis starb, Erzählung, Eckermann Verlag, Weimar 2007
- Halle. Ein Abreiseführer, Projekte Verlag Hahn, Halle (Saale) 2018

### Theaterstücke (Auswahl)
- 1993: Nudelmanns Nachbarn, eine Weihnachtsgeschichte
- 1996: Die Hamlet-Revue
- 1997: Abendwind und Sonnenbrand, Musical nach Johannes Nestroy
- 2003: Rosen für Manfred Krug, Boulevardkomödie
- 2004: Was sich neckt, das haßt sich. Heinrich Heine und August von Platen
- 2005: Der Faust in der Tasche, eine Goethe-Revue
- 2008: Volker hört die Signale, Komödie
- 2010: Polizeiruf 86, Komödie
- 2011: Entführ mich!, Komödie
- 2014: Zehn kleine Mörderlein, Komödie
- 2015: Büchners Schädelnerven, Monodrama
- 2015: Der Ritter vom gefilten Fisch, Komödie mit Musik
- 2016: Pornomachie. Die Komödie der Reformation
- 2017: William Shakespeare schreibt für uns, Komödie
- 2018: Spirituals aus Jiddischland, Mischehen im Vergleich
- 2019: Ernesto Scherbengericht Guevara, Drama